# Lijst van geologische monumenten in Zuid-Limburg
Dit is een lijst van geologische monumenten in Zuid-Limburg in Nederland. Deze aardkundige monumenten zijn gelegen in Nederlands Zuid-Limburg en zijn publiekelijk toegankelijk gemaakt en beschermd.

## Lijst
De 37 geologische monumenten in Zuid-Limburg zijn:
| Naam                                    | Plaats         | Gemeente               | Coördinaten                   | Opmerkingen                                  | Bron  |
| --------------------------------------- | -------------- | ---------------------- | ----------------------------- | -------------------------------------------- | ----- |
| Groeve Banholtergrubbe                  | Banholt        | Eijsden-Margraten      | 50° 47′ 31″ NB, 5° 47′ 56″ OL |                                              | [ 1 ] |
| Bemelerberg                             | Bemelen        | Eijsden-Margraten      | 50° 51′ 2″ NB, 5° 45′ 55″ OL  |                                              | [ 1 ] |
| Groeve Bissen                           | Bissen         | Gulpen-Wittem          | 50° 47′ 30″ NB, 5° 54′ 13″ OL |                                              | [ 1 ] |
| Groeve Blankenberg                      | Cadier en Keer | Eijsden-Margraten      | 50° 49′ 12″ NB, 5° 46′ 39″ OL | bij Huis Blankenberg                         | [ 1 ] |
| Groeve Bovenste Bosch                   | Epen           | Gulpen-Wittem          | 50° 45′ 24″ NB, 5° 53′ 53″ OL |                                              | [ 1 ] |
| Cottessergroeve                         | Cottessen      | Vaals                  | 50° 45′ 31″ NB, 5° 56′ 17″ OL |                                              | [ 1 ] |
| Groeve Crapoel                          | Crapoel        | Gulpen-Wittem          | 50° 47′ 43″ NB, 5° 52′ 40″ OL |                                              | [ 1 ] |
| Groeve bij de Drie Beeldjes             | Oud-Valkenburg | Valkenburg aan de Geul | 50° 51′ 31″ NB, 5° 51′ 7″ OL  | achter de Drie Beeldjes                      | [ 1 ] |
| Grindgroeve Elzetterbos                 | Mechelen       | Gulpen-Wittem          | 50° 46′ 55″ NB, 5° 56′ 29″ OL |                                              | [ 1 ] |
| Heimansgroeve                           | Camerig        | Vaals                  | 50° 45′ 46″ NB, 5° 55′ 51″ OL |                                              | [ 1 ] |
| Groeve Kasteel Oost                     | Valkenburg     | Valkenburg aan de Geul | 50° 51′ 40″ NB, 5° 50′ 43″ OL | bij Kasteel Oost                             | [ 1 ] |
| Groeve Keutenberg                       | Engwegen       | Valkenburg aan de Geul | 50° 50′ 47″ NB, 5° 52′ 27″ OL | onderaan de Keutenberg                       | [ 1 ] |
| Groeve Koeberg                          | Cadier en Keer | Eijsden-Margraten      | 50° 49′ 55″ NB, 5° 46′ 40″ OL |                                              | [ 1 ] |
| Typelocatie Maastrichtien (Lichtenberg) | Maastricht     | Maastricht             | 50° 49′ 19″ NB, 5° 41′ 40″ OL | onder Kasteelruïne Lichtenberg               | [ 1 ] |
| Groeve Midweg                           | Kunrade        | Voerendaal             | 50° 52′ 18″ NB, 5° 55′ 6″ OL  | bij de Kalkoven Midweg                       | [ 1 ] |
| Groeve Moerslag                         | Moerslag       | Eijsden-Margraten      | 50° 47′ 23″ NB, 5° 45′ 36″ OL |                                              | [ 1 ] |
| Groeve Moonen                           | Kunrade        | Voerendaal             | 50° 52′ 21″ NB, 5° 54′ 50″ OL | bij de Kalkoven Kasteel Haren                | [ 1 ] |
| Groeve Orenberg                         | Cadier en Keer | Eijsden-Margraten      | 50° 49′ 26″ NB, 5° 45′ 49″ OL | op de Orenberg                               | [ 1 ] |
| Groeve Paradijsberg                     | Geulhem        | Valkenburg aan de Geul | 50° 52′ 0″ NB, 5° 47′ 40″ OL  |                                              | [ 1 ] |
| Groeve Einde Plenkertweg                | Valkenburg     | Valkenburg aan de Geul | 50° 51′ 55″ NB, 5° 49′ 5″ OL  |                                              | [ 1 ] |
| Groeve Putberg                          | Ubachsberg     | Simpelveld             | 50° 51′ 23″ NB, 5° 58′ 1″ OL  | in natuurgebied Putberg bij Kalkoven Bosrand | [ 1 ] |
| Vuursteenmijnen van Rijckholt           | Rijckholt      | Eijsden-Margraten      | 50° 47′ 41″ NB, 5° 44′ 41″ OL |                                              | [ 1 ] |
| Groeve 't Rooth                         | 't Rooth       | Eijsden-Margraten      | 50° 50′ 24″ NB, 5° 47′ 4″ OL  |                                              | [ 1 ] |
| Grindgroeve Savelsbos                   | Cadier en Keer | Eijsden-Margraten      | 50° 48′ 22″ NB, 5° 44′ 34″ OL | in het Savelsbos                             | [ 1 ] |
| Groeve Juliana                          | Cadier en Keer | Eijsden-Margraten      | 50° 49′ 52″ NB, 5° 46′ 49″ OL |                                              | [ 1 ] |
| Sterrenstenen Vijlenerbosch             | Vijlen         | Vaals                  | 50° 46′ 50″ NB, 5° 56′ 50″ OL |                                              | [ 1 ] |
| Terziet                                 | Terziet        | Gulpen-Wittem          | 50° 45′ 51″ NB, 5° 54′ 53″ OL |                                              | [ 1 ] |
| Kalksteengroeve Trichterberg            | Gronsveld      | Eijsden-Margraten      | 50° 48′ 32″ NB, 5° 44′ 43″ OL |                                              | [ 1 ] |
| Vrouwenheide                            | Ubachsberg     | Voerendaal             | 50° 50′ 47″ NB, 5° 57′ 11″ OL |                                              | [ 1 ] |
| Vuursteenmijnen van Valkenburg          | Valkenburg     | Valkenburg aan de Geul | 50° 51′ 56″ NB, 5° 49′ 24″ OL |                                              | [ 1 ] |
| Groeve Waterval                         | Waterval       | Meerssen               | 50° 53′ 32″ NB, 5° 46′ 24″ OL |                                              | [ 1 ] |
| Zandsteenblokken                        | Vijlen         | Vaals                  | 50° 45′ 59″ NB, 5° 57′ 26″ OL |                                              | [ 1 ] |
| Groeve Zeven Wegen                      | Vijlen         | Vaals                  | 50° 46′ 2″ NB, 5° 57′ 12″ OL  | bij Zevenwegen                               | [ 1 ] |
| Kalkoven 't Koffiepotje                 | Welten         | Voerendaal             | 50° 52′ 10″ NB, 5° 57′ 27″ OL |                                              | [ 1 ] |
| Diependaal                              | Spaubeek       | Beek                   | 50° 55′ 52″ NB, 5° 51′ 8″ OL  |                                              | [ 3 ] |
| Groeve Spaubeek                         | Spaubeek       | Beek                   | 50° 55′ 53″ NB, 5° 50′ 53″ OL |                                              | [ 4 ] |
| Krijtrots van Heimans                   | Epen           | Gulpen-Wittem          | 50° 46′ 8″ NB, 5° 53′ 57″ OL  | aan de rand van het Onderste Bosch           | [ 5 ] |